# 2005년 미스코리아
2005년 미스코리아는 2005년 6월 30일에 서울특별시 서대문구의 그랜드힐튼호텔에서 열린 마흔아홉번째 미스코리아 선발대회이다. XTM, Olive으로 중계하였다.

## 입상자
| 대회 |        | 진 (眞)         | 선 (善)                  | 미 (美) |
| ---- | ------ | --------------- | ------------------------ | ------- |
| 본선 | 김주희 | 오은영 · 이경은 | 유혜미 · 김은지 · 유혜리 |         |
| 강원 | 유혜리 | 백혜림          | 김유림                   |         |
| 경기 | 유혜미 | 김숙영          | 이연경                   |         |
| 경남 | 고정아 | 강은영          | 백지현                   |         |
| 경북 | 최림   | 신경화          | 김영희                   |         |
| 광주 | 김소희 | 이보미          | 김보미                   |         |
| 전남 | 김소희 | 이보미          | 김보미                   |         |
| 대구 | 김유리 | 박수영          | 김민경                   |         |
| 대전 | 신수희 | 박시현          | 이은지                   |         |
| 충남 | 신수희 | 박시현          | 이은지                   |         |
| 부산 | 손지영 | 김지연          | 전지은                   |         |
| 서울 | 김주희 | 김은지 · 오은영 | 강예솔 · 김정현 · 송일영 |         |
| 울산 | 김민정 | 주미진          | 김수연                   |         |
| 인천 | 심한월 | 이나래          | 임지혜                   |         |
| 전북 | 권안나 | 김일란          | 조혜진                   |         |
| 충북 | 이경은 | 주혜진          | 서혜화                   |         |

## 참가자 사진

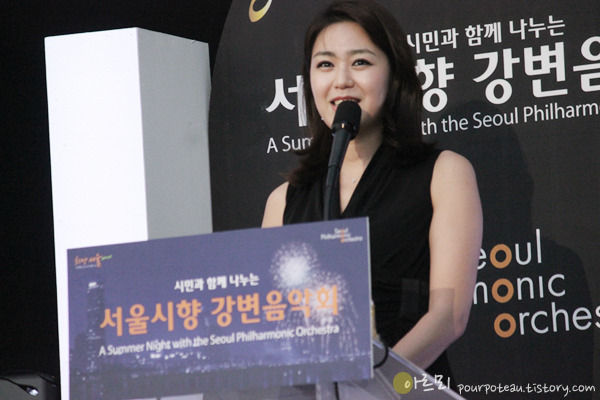
2005년 미스코리아 진 김주희, 미스 서울 진
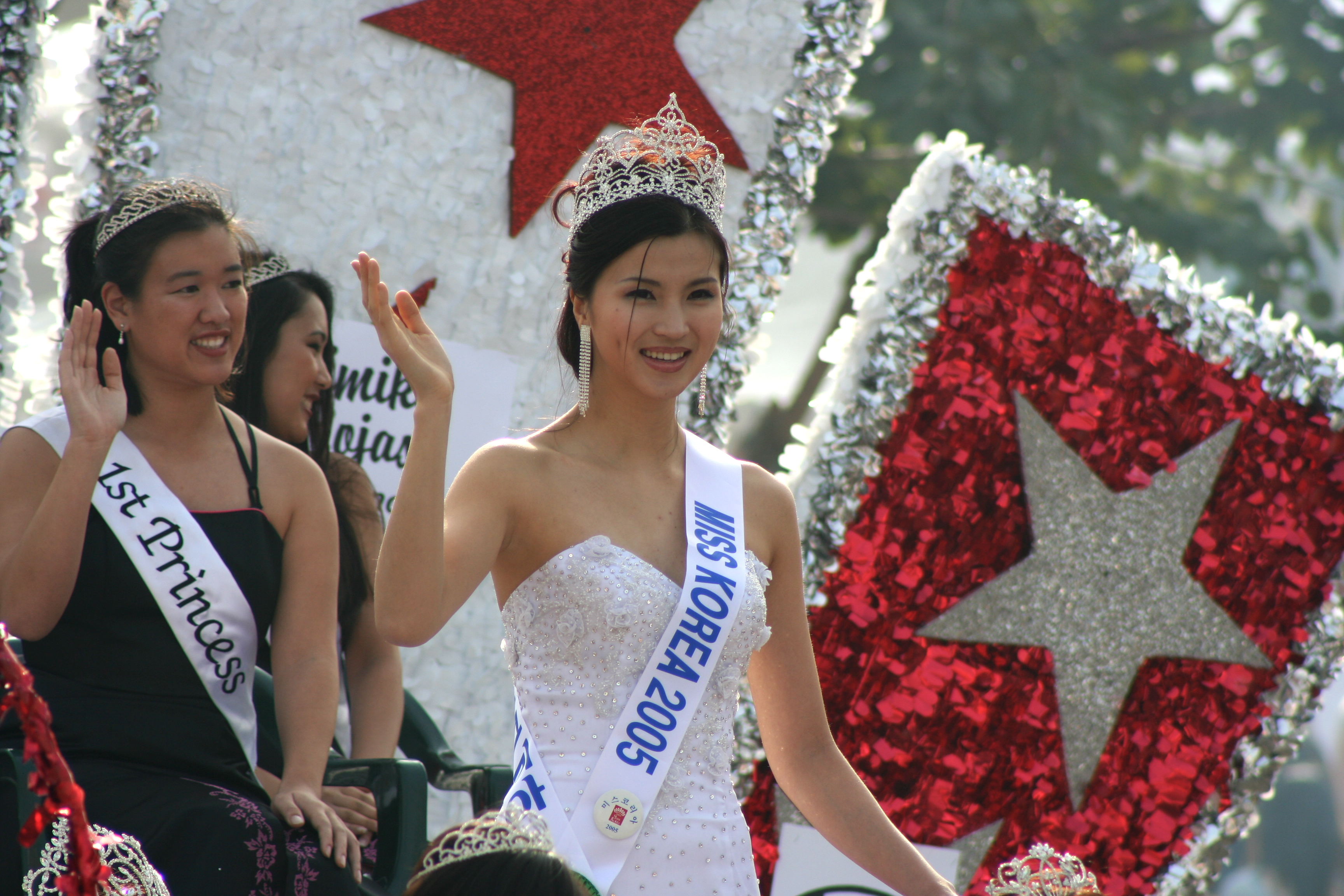
2005년 미스코리아 미 유혜미, 미스 경기 진
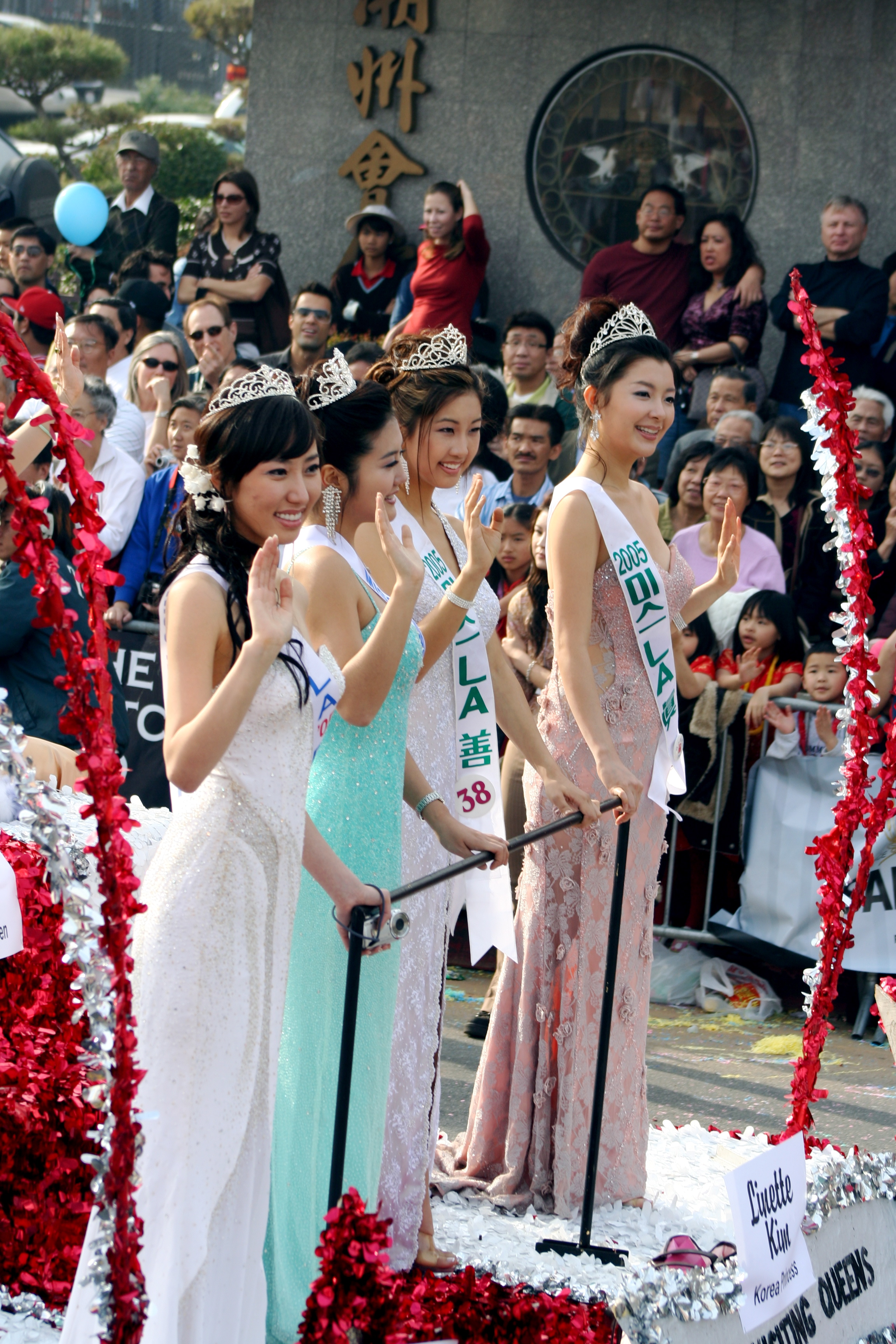
2005년 미스코리아 후보 미스 LA 당선자들